# Microhyla

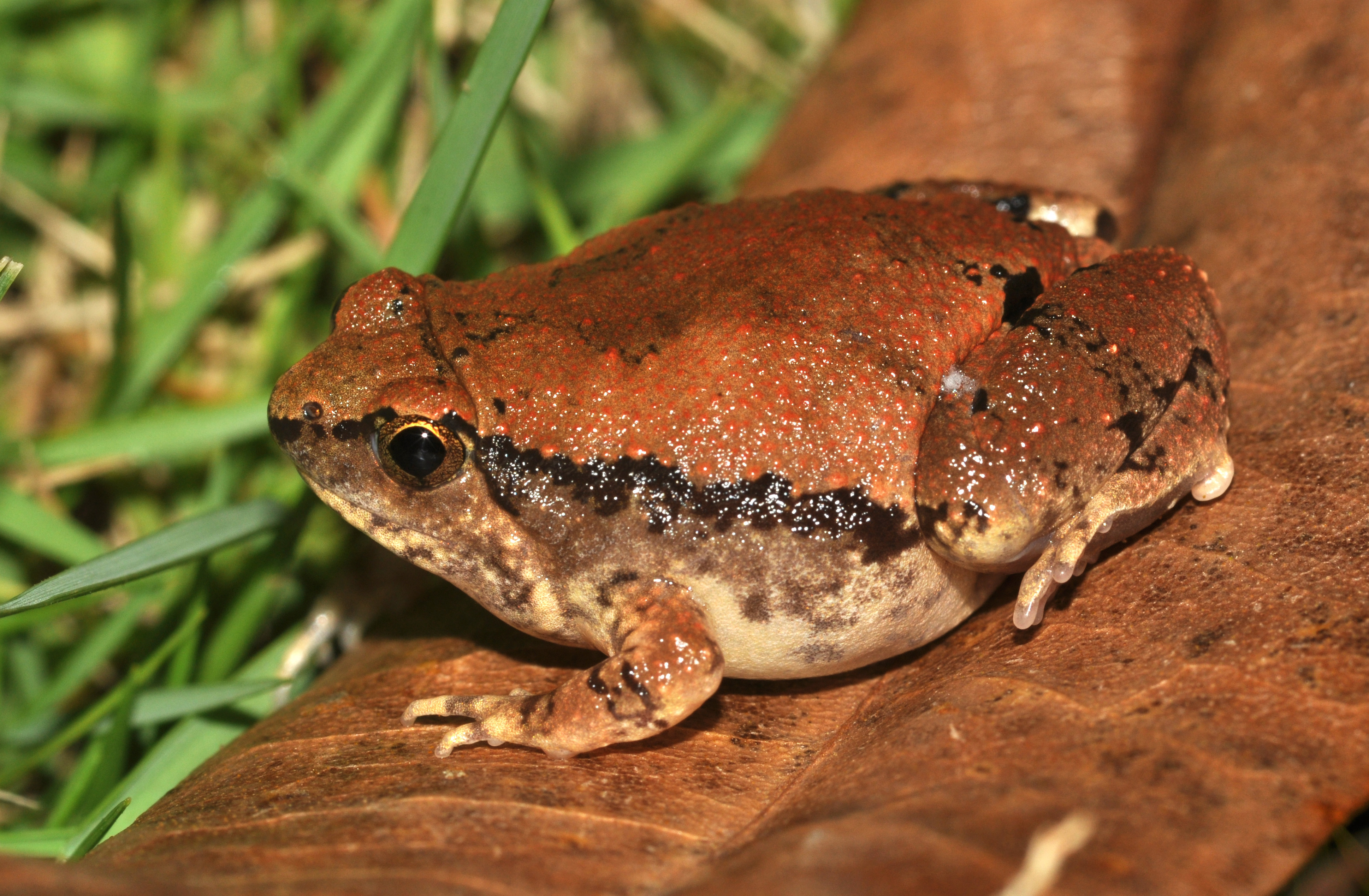
Microhyla rubra

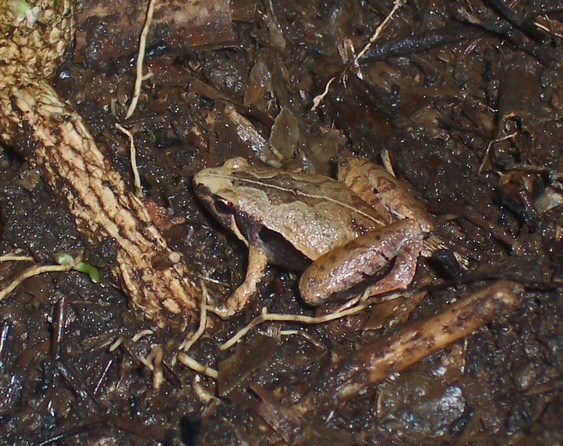
Microhyla achatina

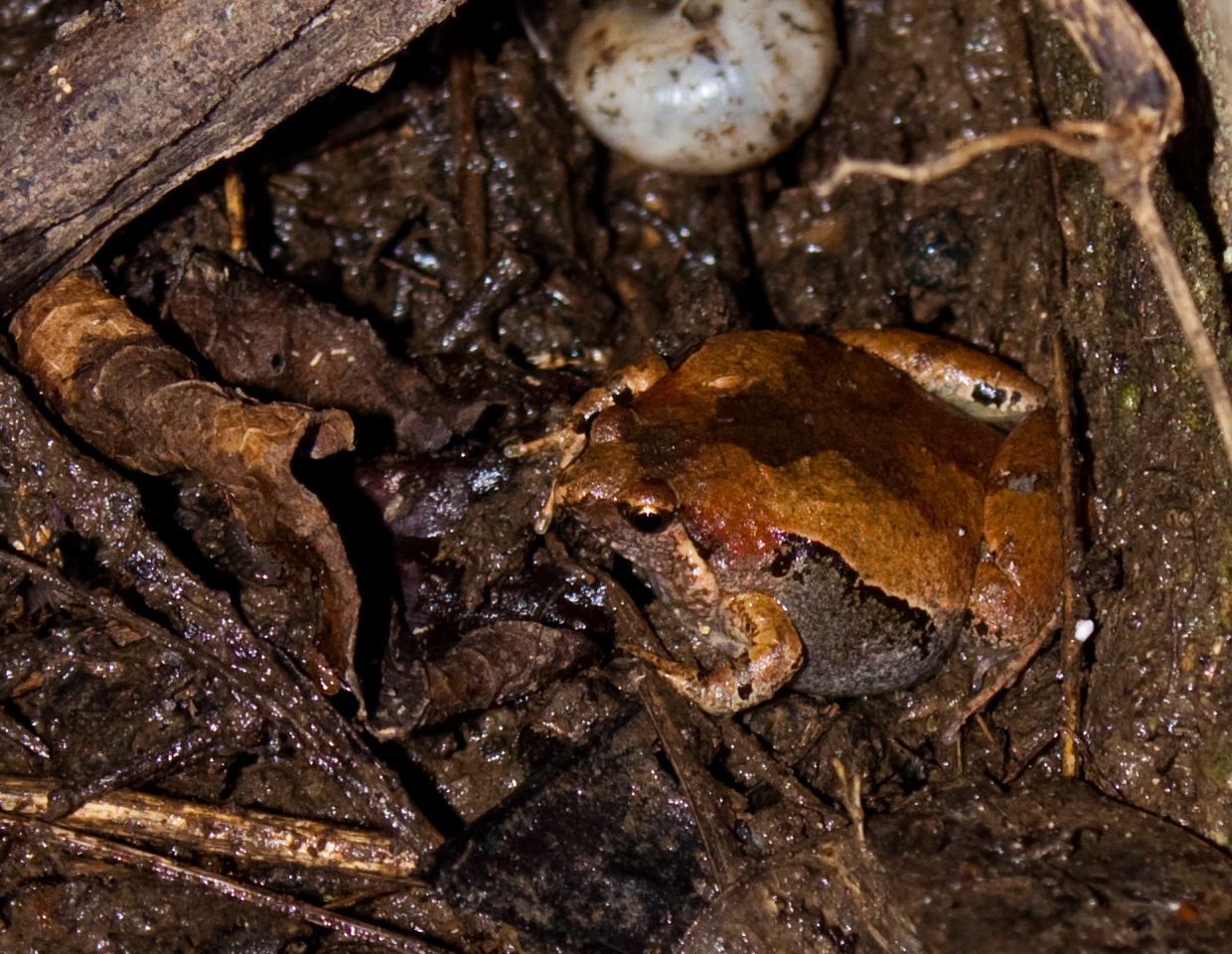
Microhyla okinavensis

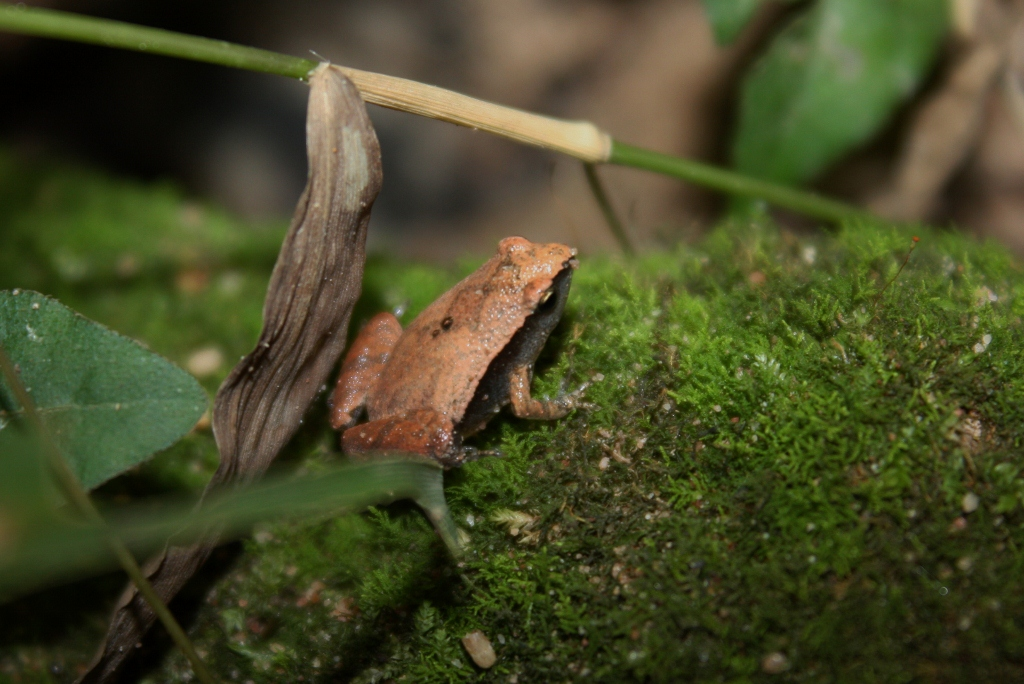
Microhyla heymonsi

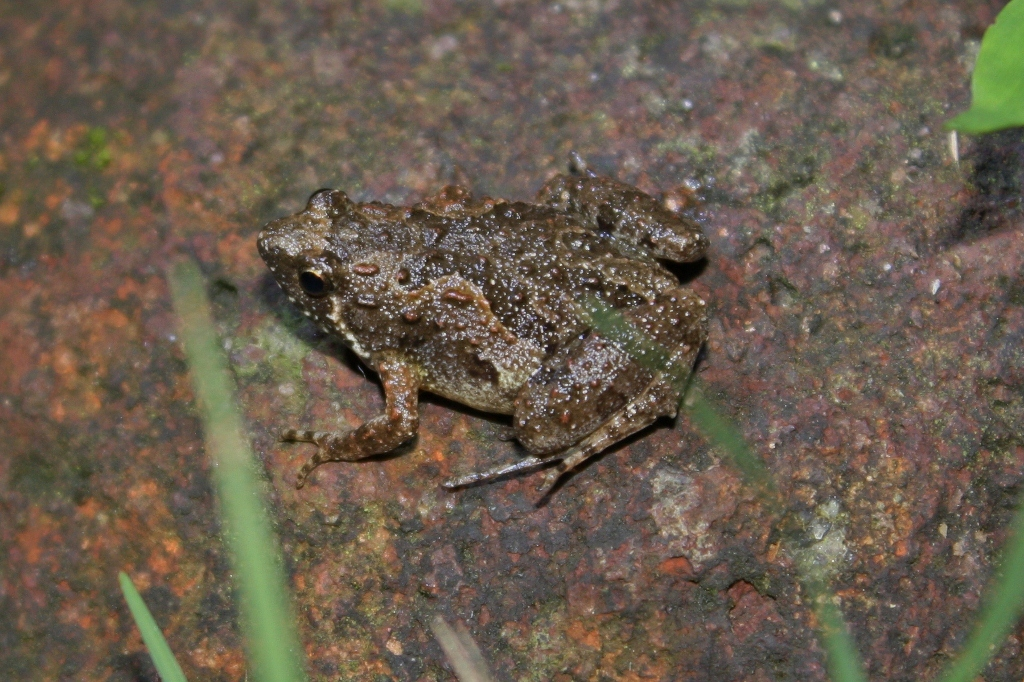
Microhyla butleri

Microhyla ist eine Amphibien-Gattung aus der Familie der Engmaulfrösche (Microhylidae). Die Gattung gehört zur Unterfamilie der Engmaulfrösche im engeren Sinn (Microhylinae).

## Beschreibung
Die Pupillen sind rund. Die Zunge ist elliptisch, ganzrandig und hinten frei abhebbar. Gaumenzähne fehlen. Vor dem Schlund sind ein oder zwei Gaumenfalten vorhanden. Das Trommelfell ist unsichtbar. Die Finger sind frei. Die Zehen sind frei oder durch Schwimmhäute verbunden. Diese greifen aber nicht zwischen die Metatarsen der 4. und 5. Zehe ein. Die Finger- und Zehenspitzen sind spitz und mehr oder weniger stark verbreitert. Sie besitzen einfache, knöcherne  Endphalangen. Die Praecoracoide und das Omosternum fehlen. Das Sternum ist knorpelig. Die Querfortsätze des Sakralwirbels sind mäßig stark verbreitert.
Die in der Schlauchpflanze Nepenthes ampullaria auf Borneo lebende Art Microhyla nepenthicola wurde nach ihrer wissenschaftlichen Entdeckung 2010 als „kleinster Frosch der Welt“ beschrieben (bei einer maximalen Länge von ca. 1 cm).

## Vorkommen
Die Gattung kommt von Nordpakistan über Indien und Nepal sowie Bangladesh bis Sri Lanka im Süden vor. In Südostasien ist die Gattung von Myanmar über die Staaten Indochinas und die Malaiische Halbinsel bis zu den Inseln Sumatra, Borneo, Java und Bali verbreitet. In Ostasien reicht das Verbreitungsgebiet von Südchina, Taiwan und die Hainan-Inseln bis auf einige Inseln der Philippinen und die japanischen Ryūkyū-Inseln.
Die kleinen Frösche leben meist in der Laubstreu am Boden.

## Systematik

### Innere Systematik
Die Gattung Microhyla wurde 1838 von Johann Jakob von Tschudi erstbeschrieben. Sie umfasst 54 Arten:
Stand: 20. Oktober 2024
- Microhyla achatina Tschudi, 1838
- Microhyla aurantiventris Nguyen, Poyarkov, Nguyen, Nguyen, Tran, Gorin, Murphy & Nguyen, 2019[5]
- Microhyla beilunensis Zhang, Fei, Ye, Wang, Wang & Jiang, 2018
- Microhyla berdmorei (Blyth, 1856)[6]
- Microhyla borneensis Parker, 1928
- Microhyla butleri Boulenger, 1900
- Microhyla chakrapanii Pillai, 1977
- Microhyla dabieshanensis Zhang, Chen & Zhang, 2022[7]
- Microhyla daklakensis Hoang, Nguyen, Ninh, Luong, Pham, Nguyen, Orlov, Chen, Wang, Ziegler & Jiang, 2021[8]
- Microhyla darevskii Poyarkov et al., 2014[9]
- Microhyla darreli Garg, Suyesh, Das, Jiang, Wijayathilaka, Amarasinghe, Alhadi, Vineeth, Aravind, Senevirathne, Meegaskumbura & Biju, 2018 "2019"
- Microhyla eos Biju, Garg, Kamei & Maheswaran, 2019[10]
- Microhyla fanjingshanensis Li et al. 2019[3]
- Microhyla fissipes Boulenger, 1884
- Microhyla fodiens Poyarkov et al. 2019[11]
- Microhyla gadjahmadai Atmaja, Hamidy, Arisuryanti, Matsui & Smith, 2018
- Microhyla heymonsi Vogt, 1911
- Microhyla hmongorum Hoang, Nguyen, Phan, Pham, Ninh, Wang, Jiang, Ziegler & Nguyen, 2022[12]
- Microhyla irrawaddy Poyarkov et al. 2019[11]
- Microhyla karunaratnei Fernando & Siriwardhane, 1996
- Microhyla kodial Vineeth, Radhakrishna, Godwin, Anwesha, Rajashekhar & Aravind, 2018
- Microhyla kuramotoi Matsui & Tominaga, 2020
- Microhyla laterite Seshadri, Singal, Priti, Ravikanth, Vidisha, Saurabh, Pratik & Gururaja, 2016
- Microhyla maculifera Inger, 1989
- Microhyla malang Matsui, 2011
- Microhyla malcolmi Cochran, 1927[6]
- Microhyla mantheyi Das, Yaakob & Sukumaran, 2007
- Microhyla mihintalei Wijayathilaka, Garg, Senevirathne, Karunarathna, Biju & Meegaskumbura, 2016[13]
- Microhyla minuta Poyarkov, Vassilieva, Orlov, Galoyan, Tran, Le, Kretova & Geissler, 2014[9]
- Microhyla mixtura Liu and Hu, 1966
- Microhyla mukhlesuri Hasan, Islam, Kuramoto, Kurabayashi & Sumida, 2014[14]
- Microhyla mymensinghensis Hasan, Islam, Kuramoto, Kurabayashi & Sumida, 2014[14]
- Microhyla nakkavaram Garg, Sivaperuman, Gokulakrishnan, Chandramouli & Biju, 2022[15]
- Microhyla neglecta Poyarkov, Nguyen, Trofimets & Gorin, 2020
- Microhyla nepenthicola Das & Haas, 2010
- Microhyla nilphamariensis Howlader, Nair, Gopalan, and Merilä, 2015
- Microhyla ninhthuanensis Hoang, Nguyen, Ninh, Luong, Pham, Nguyen, Orlov, Chen, Wang, Ziegler & Jiang, 2021[8]
- Microhyla okinavensis Stejneger, 1901
- Microhyla orientalis Matsui, Hamidy & Eto, 2013
- Microhyla ornata (Duméril & Bibron, 1841)
- Microhyla palmipes Boulenger, 1897
- Microhyla peninsularis Trofimets, Dufresnes, Pawangkhanant, Bragin, Gorin, Hasan, Lalremsanga, Muin, Le, Nguyen, Suwannapoom & Poyarkov, 2024[6]
- Microhyla picta Schenkel, 1901
- Microhyla pineticola Poyarkov, Vassilieva, Orlov, Galoyan, Tran, Le, Kretova & Geissler, 2014[9]
- Microhyla pulchra (Hallowell, 1861)
- Microhyla rubra (Jerdon, 1854)
- Microhyla sholigari Dutta & Ray, 2000
- Microhyla sriwijaya Eprilurahman, Hamidy, Smith, Garg & Biju, 2021[16]
- Microhyla sundaica Trofimets, Dufresnes, Pawangkhanant, Bragin, Gorin, Hasan, Lalremsanga, Muin, Le, Nguyen, Suwannapoom & Poyarkov, 2024[6]
- Microhyla superciliaris Parker, 1928
- Microhyla taraiensis Khatiwada, Shu, Wang, Thapa, Wang & Jiang, 2017
- Microhyla tetrix Poyarkov, Pawangkhanant, Gorin, Juthong & Suwannapoom, 2020
- Microhyla xodangorum Hoang, Nguyen, Phan, Pham, Ninh, Wang, Jiang, Ziegler & Nguyen, 2022[12]
- Microhyla zeylanica Parker & Osman-Hill, 1949

- Microhyla erythropoda Tarkhnishvili, 1994 wurde in die Gattung Micryletta gestellt.
- Microhyla fowleri Taylor, 1934 wurde mit Microhyla berdmorei synonymisiert.
- Microhyla fusca Andersson, 1942 wurde als Synonym zu Microhyla butleri gestellt (August 2020).[17]
- Microhyla pulverata Bain & Nguyen, 2004 ist ein Synonym zu Microhyla marmorata, diese Art wurde jedoch zu Nanaohyla gestellt.
- 2024 untersuchten Trofimets et al. den Artenkomplex um Microhyla berdmorei und konnten vier kryptische Arten nachweisen, die früher unter diesem Namen zusammengefasst worden waren. Neben Microhyla berdmorei wurde Microhyla malcolmi wiedererrichtet und Microhyla peninsularis sowie Microhyla sundaica wurden erstmals beschrieben.[6]

### Etymologie
Der Name setzt sich aus dem Vorsatz „Micro-“ (griechisch  „klein“) und dem Namen der verwandten Frosch-Gattung Hyla zusammen. Letzterer geht wiederum auf Hylas, einen Geliebten des Helden Herakles, zurück.

### Nanohyla
2021 wurden 9 Arten aus der Gattung Microhyla ausgegliedert und in eine neu beschriebene Gattung Nanohyla gestellt. Nanohyla albopunctata wurde 2023 erstmals beschrieben, dadurch ergeben sich zehn Arten in der Gattung Nanohyla.
Stand: 20. Oktober 2024
- Nanohyla albopunctata Poyarkov, Gorin & Trofimets, 2023[19]
- Nanohyla annamensis (Smith, 2023)
- Nanohyla annectens (Boulenger, 1900)
- Nanohyla arboricola (Poyarkov, Vassilieva, Orlov, Galoyan, Tran, Le, Kretova & Geissler, 2014)[9]
- Nanohyla hongiaoensis (Hoang, Luong, Nguyen, Orlov, Chen, Wang & Jiang, 2020)[20]
- Nanohyla marmorata (Bain & Nguyen, 2004)
- Nanohyla nanapollexa (Bain & Nguyen, 2004)
- Nanohyla perparva (Inger & Frogner, 1979)
- Nanohyla petrigena (Inger & Frogner, 1979)
- Nanohyla pulchella (Poyarkov, Vassilieva, Orlov, Galoyan, Tran, Le, Kretova & Geissler, 2014)[9]